# Asgardsreifestivalen
Asgardsreifestivalen är en årlig två dagars nynazistisk och Nationalsocialistisk black metal musikfestival på Club Bingo i Kiev, Ukraina. Festivalen har namn efter titeln på Absurds EP från 1999 med samma namn, som syftar på mytologin kring Odens "vilda jakt". Festivalens arrangörer har kopplingar till dömda mördare och terrorklassade grupperingar. Vit makt-associerade NSBM-artister som Absurd, Goatmoon, M8l8th, Peste Noire, Kroda och Nokturnal Mortum har spelat på festivalen.